# Padec Konstantinopla
Padec Konstantinopla, znan tudi kot osvojitev Konstantinopla, je bil zavzetje prestolnice Bizantinskega cesarstva s strani Osmanskega cesarstva. Mesto je bilo zavzeto 29. maja 1453 po koncu 53-dnevnega obleganja, ki se je začelo 6. aprila.
Napadajoči osmanski vojski, ki je bila znatno številčnejša od branilcev Konstantinopla, je poveljeval 21-letni sultan Mehmed II. (kasneje imenovan "Osvajalec"), medtem ko je bizantinsko vojsko vodil cesar Konstantin XI. Paleolog. Po osvojitvi mesta je Mehmed II. imenoval Konstantinopel za novo osmansko prestolnico, ki je nadomestila Odrin.
Osvojitev Konstantinopla in padec Bizantinskega cesarstva je bila prelomnica v zgodovini poznega srednjega veka, ki označuje padec Rimskega cesarstva, države z začetki okoli leta 27 pr. n. št., ki je obstajala skoraj 1500 let. Za mnoge sodobne zgodovinarje padec Konstantinopla pomeni konec srednjega veka in začetek zgodnjega novega veka. Padec mesta je bil tudi prelomnica v vojaški zgodovini. Že od antičnih časov so bila mesta in gradovi za odganjanje napadalcev odvisni od obzidij in zidov. Obzidje Konstantinopla, še posebej Teodozijevo obzidje, je bilo eden najnaprednejših obrambnih sistemov na svetu v tistem času. 800 let je Teodozijevo obzidje, ki ga zgodovinarji smatrajo za najmočnejše in najbolj utrjeno obzidje v antičnem in srednjem veku, varovalo Konstantinopel pred napadi. Naposled so bile te utrdbe premagane z uporabo smodnika, zlasti osmanskih topov in bombard, kar je napovedalo spremembo v oblegovalnem bojevanju. Osmanski topovi so streljali ogromne topovske krogle, težke 500 kg z razdalje 1,5 km, ki so ustvarile vrzeli v Teodozijevem obzidju.

## Bizantinsko cesarstvo
Konstantinopel je bil cesarska prestolnica od svoje posvetitve leta 330 pod rimskim cesarjem Konstantinom Velikim. V naslednjih enajstih stoletjih je bilo mesto velikokrat oblegano, vendar je bilo prej zavzeto le enkrat: med četrto križarsko vojno leta 1204 se je zgodilo plenjenje Konstantinopla. Križarji so ustanovili nestabilno Latinsko cesarstvo v in okoli Konstantinopla, medtem ko je preostali del Bizantinskega cesarstva razpadel na številne države, predvsem Nikejsko cesarstvo, Epirski despotat in Trapezundsko cesarstvo. Države so bile zaveznice proti latinskim oblastem, vendar so se za bizantiski prestol borile tudi med seboj.
Nikejsko cesarstvo je leta 1261 ponovno osvojilo Konstantinopel od Latinskega cesarstva in ponovno vzpostavilo Bizantinsko cesarstvo pod dinastijo Paleologov. Močno oslabljeno cesarstvo ni poznalo miru, saj so jih zaporadoma napadali Latinci, Srbi, Bolgari in Osmani.
Med letoma 1346 in 1349 je kuga pobila skoraj polovico prebivalcev Konstantinopla. Mesto se je dodatno izpraznilo zaradi splošnega gospodarskega in ozemeljskega upada cesarstva. Leta 1453 je bil Konstantinopel sestavljen iz niza obzidanih vasi, ločenih z ogromnimi polji, obdanimi s Teodozijevim obzidjem iz petega stoletja.
Do leta 1450 je bilo cesarstvo v zatonu: poleg nekaj kvadratnih kilometrov zunaj samega mesta Konstantinopel je imelo v oblasti le še Prinčeve otoke v Marmarskem morju in Peloponez s kulturnim središčem v Mistri. Trapezundsko cesarstvo, neodvisna država, ki je nastala po četrti križarski vojni, je bilo takrat prisotno tudi na obali Črnega morja.

## Priprave
Ko je Mehmed II. leta 1451 nasledil svojega očeta, je bil star 19 let. Številni evropski dvori so domnevali, da mladi osmanski vladar ne bo resno izzival krščanske prevlade na Balkanu in v Egejskem morju. Evropa je pravzaprav slavila Mehmedov prihod na prestol in upala, da bo njegova neizkušenost Osmanom škodovala. K temu upanju so pripomogle Mehmedove prijateljske uverture evropskim odposlancem na njegovem novem dvoru. Mehmedove blage besede pa se niso ujemale z njegovimi dejanji. Do začetka leta 1452 so se začela dela na gradnji druge trdnjave (Rumeli hisarı) na evropski strani Bosporja, nekaj kilometrov severno od Konstantinopla. Nova trdnjava je stala neposredno čez ožino od trdnjave Anadolu Hisarı, ki jo je zgradil Mehmedov praded Bayezid I. Ta par trdnjav je zagotavljal popoln nadzor nad pomorskim prometom na Bosporju in zagotavljal obrambo pred napadi genovskih kolonij na črnomorski obali na severu. Nova trdnjava se je zato imenovala tudi Boğazkesen, kar pomeni "blokator ožine" ali "rezalec grla". Besedna igra poudarja njen strateški položaj: v turščini boğaz pomeni tako "ožino" kot "žrelo". Oktobra 1452 je Mehmed ukazal Turakhan begu, naj na Peloponezu postavi veliko garnizijo, da blokira Tomaža in Demetrija (despota v južni Grčiji) pri zagotavljanju pomoči svojemu bratu Konstantinu XI. Paleologu med bližajočim se obleganjem Konstantinopla. Karaca Pasha, rumelijski beglerbeg, je poslal može, da pripravijo ceste od Odrina do Konstantinopla, da bodo mostovi lahko kos ogromnim topom. 50 mizarjev in 200 rokodelcev je tudi utrdilo ceste, kjer je bilo treba.

### Evropska pomoč
Bizantinski cesar Konstantin XI. je hitro razumel Mehmedove prave namere in se obrnil po pomoč v zahodno Evropo. Od medsebojnega izobčenja leta 1054 se je papež v Rimu zavzemal za vzpostavitev edinosti z vzhodno cerkvijo. Za zvezo s papežem se je dogovoril bizantinski cesar Mihael VIII. Paleolog leta 1274 na drugem koncilu v Lyonu in nekaj cesarjev Paleologov je bilo od takrat sprejetih v katoliško cerkev. Cesar Janez VIII. Paleolog se je nedavno pogajal o uniji s papežem Evgenom IV., kar je privedlo do tega, da je koncil v Firencah leta 1439 razglasil bulo unije. Cesarska prizadevanja za uvedbo unije so v Konstantinoplu naletela na močan odpor. Odpor so spodbudili antiunionistični pravoslavni verniki v Konstantinoplu. Prebivalstvo, pa tudi laiki in vodstvo bizantinske cerkve, so postali močno razdeljeni. Slabo skrito sovraštvo med Grki in Italijani, ki je izviralo iz pokola Latinov leta 1182 s strani Grkov in plenitve Konstantinopla leta 1204 s strani Latinov, je imelo pomembno vlogo. Na koncu je poskus zveze med vzhodom in zahodom propadel, kar je zelo razjezilo papeža Nikolaja V. in vodstvo rimske cerkve.

Poleti 1452, ko je bil Rumeli Hisarı dokončan in je grožnja Osmanov postala neizbežna, je Konstantin pisal papežu in obljubil uveljavitev unije, ki jo je cesarsko sodišče 12. decembra 1452 razglasilo za veljavno. Vendar papež Nikolaj V. ni imel toliko vpliva na zahodne kralje in kneze, kot so mislili Bizantinci. Nekateri evropski vladarji so bili previdni glede povečanja papeškega nadzora. Poleg tega ti zahodni vladarji niso imeli dovolj sredstev, da bi prispevali k obrambi, zlasti v luči oslabljenih Francije in Anglije iz stoletne vojne, vpletenosti Španije v rekonkvisto, medsebojnih spopadov v Svetem rimskem cesarstvu ter Poraz Madžarske in Poljske v bitki pri Varni leta 1444. Čeprav je nekaj vojakov res prispelo iz trgovskih mestnih držav v severni Italiji, zahodni prispevek ni bila zadostna protiutež osmanski moči. Nekateri zahodni posamezniki so sami priskočili na pomoč pri obrambi mesta. Kardinal Izidor, ki ga je financiral papež, je prišel leta 1452 z 200 lokostrelci. Izkušen vojak iz Genove, Giovanni Giustiniani Longo, je prispel januarja 1453 s 400 možmi iz Genove in 300 možmi z genovskega Hiosa. Cesar je Giustinianiju kot strokovnjaku za obrambo obzidanih mest takoj prepustil splošno poveljstvo obrambe kopenskega obzidja. Bizantinci so ga poznali po latinskem zapisu njegovega imena "Janez Justinijan", poimenovanem po znamenitem bizantinskem cesarju Justinijanu Velikem iz 6. stoletja. Približno v istem času so kapitani beneških ladij, ki so bile slučajno prisotne v Zlatem rogu, ponudili cesarju svoje usluge, če ne dobijo nasprotnih ukazov iz Benetk. Papež Nikolaj se je zavezal, da bo poslal tri ladje, natovorjene z živili, ki so odplule konec marca. Iz Neapeljskega in Sicilijanskega kraljestva je v Carigrad prispel kondotjer Gabriele Orsini del Balzo, vojvoda Venose in grof Ugenta, skupaj z 200 neapeljskimi lokostrelci, ki so padli v boju za obrambo prestolnice Bizantinskega cesarstva.
Medtem so v Benetkah potekale razprave o tem, kakšno pomoč bo republika posodila Konstantinoplu. Senat se je odločil, da pošlje floto februarja 1453, vendar je bil odhod odložen do aprila, ko je bilo že prepozno, da bi ladje lahko pomagale v bitki. Da bi dodatno spodkopali bizantinsko moralo, je sedem italijanskih ladij z okoli 700 možmi, kljub temu, da so prisegli, da bodo branili Konstantinopel, izmuznilo iz prestolnice v trenutku, ko je prišel Giustiniani. Istočasno so se Konstantinovi poskusi, da bi z darili pomiril sultana, končali z usmrtitvijo cesarjevih veleposlanikov.

### Velika veriga Zlatega roga
V strahu pred morebitnim pomorskim napadom ob obali Zlatega roga je cesar Konstantin XI ukazal postaviti obrambno verigo na ustju pristanišča. Veriga, ki je plavala na hlodih, je bila dovolj močna, da bi preprečila morebitni turški ladji vstop v pristanišče. Naprava je bila ena od dveh, ki sta Bizantincem vlivali nekaj upanja, da bodo obleganje podaljšali do morebitnega prihoda tuje pomoči. Ta strategija je bila uporabljena, ker so leta 1204 vojske četrte križarske vojne uspešno zaobšle kopensko obrambo Konstantinopla tako, da so prebile zid Zlatega roga, ki je obrnjen proti Rogu. Druga strategija, ki so jo uporabili Bizantinci, je bila popravilo in utrjevanje kopenskega zidu (Teodozijevo obzidje). Cesar Konstantin je menil, da je najbolj utrjeno obzidje treba zagotoviti okrog okrožja Blaherne, kjer je del obzidja štrlel proti severu. K utrjensoti je prispeval 18 metrov širok jarek pred notranjim in zunanjim prsobranom,  iz katerega je vsakih 45 - 55 metrov gledal stolp.

### Vojaška moč udeležencev spopada
Vojska, ki je branila Konstantinopel, je bila razmeroma majhna, skupaj je štela približno 7000 mož, od tega 2000 tujcev. Krčenje prebivalstva je močno vplivalo tudi na obrambne sposobnosti Konstantinopla. Konec marca 1453 je cesar Konstantin XI ukazal popis okrožij, da bi zabeležili, koliko vojaško sposobnih moških je bilo v mestu in kakšno orožje imajo za obrambo. George Sphrantzes, zvesti kancler zadnjega cesarja, je zapisal, da je "navkljub ogromni velikosti našega mesta naših branilcev le 4773 Grkov in samo 200 tujcev". Poleg tega so bili prostovoljci od zunaj, »Genovljani, Benečani in tisti, ki so na skrivaj prišli iz Galate, da bi pomagali obrambi«, ki jih je bilo »komaj tri tisoč«, kar je skupaj znašalo nekaj manj kot 8000 mož za obrambo 19 kilometrov obzidja. Ob začetku obleganja je skupaj z begunci iz okolice znotraj obzidja živelo verjetno manj kot 50.000 ljudi. Turški poveljnik Dorgano, ki je bil v Konstantinoplu in je delal za cesarja, je za plačilo s turško posadko stražil eno od četrti mesta na morski strani. Ti Turki so ostali zvesti cesarju in padli v bitki, ki je sledila. Genovski korpus obrambne vojske je bil dobro izurjen in opremljen, medtem ko je ostalo vojsko sestavljalo majhno število dobro izurjenih vojakov, zraven pa so bili oboroženi civilisti, mornarji in tuje prostovoljne sile ter menihi. Garnizija je uporabila nekaj topniških orodij malega kalibra, ki pa so se na koncu izkazala za neučinkovita. Preostali meščani so popravljali obzidje, stražili na opazovalnicah, zbirali in razdeljevali hrano ter zbirali zlate in srebrne predmete iz cerkva, da bi jih pretopili v kovance za plačilo tujim vojakom.
Osmani so imeli veliko večjo vojsko. Nedavne študije in otomanski arhivski podatki navajajo, da je bilo osmanskih vojakov okoli 50.000–80.000, vključno z med 5.000 in 10.000 janičarji, 70 topovi  in elitnim pehotnim korpusom ter več tisoč krščanskih vojakov, predvsem 1500 srbskih konjenikov, ki jih je bil Đurađ Branković prisiljen dobaviti kot del svoje obveznosti do osmanskega sultana — le nekaj mesecev prej je Branković dobavil denar za obnovo konstantinopelskega obzidja.  Priče obleganja, ki so nagnjene k pretiravanju vojaške moči sultana, navajajo različne številke, ki segajo od 160.000 do 300.000  (Niccolò Barbaro: 160.000; florentinski trgovec Jacopo Tedaldi  in veliki logotet George Sphrantzes: 200.000; kijevski kardinal Izidor in mitilenski nadškof Leonardo iz Hiosa: 300.000). 

#### Osmanske značilnosti in strategije
Mehmed je zgradil floto (delno s posadko španskih mornarjev iz Galipolija), da bi oblegala mesto. Tedanje ocene moči otomanske flote segajo od 110 do 430 ladij (Tedaldi: 110; Barbaro: 145; Ubertino Puskulo: 160, Izidor Kijevski in Leonardo di Chio: 200–250; (Sphrantzes): 430). Bolj realistična sodobna ocena predvideva moč flote 110 ladij, ki jih sestavlja 70 velikih galej, 5 navadnih galej, 10 manjših galej, 25 velikih čolnov na vesla in 75 vozil za prevoz konj. 
Pred obleganjem Konstantinopla je bilo znano, da so Osmani sposobni uliti srednje velike topove, vendar je obseg nekaterih kosov, ki so jih uporabili, daleč presegel pričakovanja branilcev. Osmani so uporabili številne topove, od 12 do 62 topov. Izdelovali so jih v livarnah, ki so zaposlovale turške izdelovalce topov in tehnike, med katerimi je bil Saruca ter tujce, med katerimi je bil Orban (ki os ga imenovali tudi Urban).
Madžar Orban (nekateri domnevajo, da je bil Nemec), je bil nekoliko skrivnostna osebnost. Njegov 8,2 meterski top je bil imenovan "Bazilika" in je lahko izstrelil 270 kilogramsko kamnito kroglo več kot 1,6 km daleč. Orban je sprva ponujal svoje storitve Bizantincem, vendar jim ni uspelo zagotoviti sredstev, potrebnih za njegovo zaposlitev. Orban je nato zapustil Konstantinopel in se ponudli Mehmedu II., češ da bi njegovo orožje lahko razstrelilo "obzidje samega Babilona". Zaradi obilice sredstev in materiala je madžarski inženir v Odrinu uspel izdelati top v treh mesecih. Vendar je bil to edini top, ki ga je Orban izdelal za osmanske sile ob Konstantinoplu, poleg tega je imel več pomanjkljivosti: trajalo je tri ure, da so ga ponovno napolnili, topovskih krogel je zelo primanjkovalo in top naj bi se po šestih tednih zrušil zaradi lastnega udarca. Navedba o zrušitvi topa je sporna, glede na to, da o tem govorita le dva vira: pismo nadškofa Leonarda di Chia in kasnejša in pogosto nezanesljiva ruska kronika Nestorja Iskanderja. 
Po predhodni ustanovitvi velike livarne približno 240 km stran, se je moral Mehmed II. sedaj lotiti mukotrpnega postopka transporta svojih masivnih topniških orodij. V pripravah na končni napad je dal iz svojega poveljstva v Odirnu odvleči topniški vlak s 70 velikimi topovi. Ta vlak je vključeval Orbanov ogromen top, ki naj bi ga iz Edirna vlekla posadka 60 volov in več kot 400 mož. Poleg teh so imeli še bombarde, ki so jih ulili na kraju samem. V bitki je bila uporabljena še ena velika bombarda, ki jo je neodvisno izdelal turški inženir Saruca.
Mehmed II. je načrtoval napad na Teodozijevo obzidje z zahoda, edini del mesta, ki ni bil obdan z vodo. Njegova vojska se je 2. aprila 1453, v ponedeljek po veliki noči, utaborila zunaj mesta.
Glavnina osmanske vojske je bila utaborjena južno od Zlatega roga. Rednim evropskim četam, raztegnjenim po vsej dolžini obzidja, je poveljeval Karadža paša. Redne čete iz Anatolije pod Ishak Pašo so bile nameščene južno od reke Lycus do Marmarskega morja. Mehmed je sam postavil svoj rdeče-zlati šotor blizu Mesoteichiona, kjer so bile postavljeni topovi in elitni janičarski polki. Bašibazuki so bili razporejeni za frontnimi črtami. Druge čete pod Zagan Pašo so bile severno od Zlatega roga. Komunikacijo je vzdrževala cesta, ki je vodlia čez močvirnato glavo Roga. 
Osmani so bili strokovnjaki za obleganje mest. Vedeli so, da morajo za preprečevanje bolezni sežigati trupla, sanitarno odstraniti iztrebke in skrbno pregledati svoje vodne vire.

#### Bizantinske značilnosti in strategija
Mesto je imelo okoli 20 km obzidij (kopensko obzidje: 5,5 km; morsko obzidje ob Zlatem rogu: 7 km; morsko obzidje ob Marmarskem morju: 7.5 km), enega najmočnejših sklopov utrjenih obzidij sploh. Obzidje je bilo pred kratkim obnovljeno (pod Janezom VIII.) in je bilo v dokaj dobrem stanju, kar je bil branilcem dovoljšen razlog, da so verjeli, da bodo lahko zdržali, dokler ne prispe pomoč z Zahoda. Poleg tega so bili branilci razmeroma dobro opremljeni s floto 26 ladij: 5 iz Genove, 5 iz Benetk, 3 iz beneške Krete, 1 iz Ancone, 1 iz Aragona, 1 iz Provansa in približno 10 iz samega cesarstva.

5. aprila je prišel sam sultan s svojimi zadnjimi četami in branilci so zavzeli svoje položaje. Ker Bizantinci niso imeli dovolj vojakov, da bi zasedli celotno obzidje, je bilo sklenjeno, da bodo varovali samo zunanje obzidje. Konstantin in njegove grške čete so varovale Mesoteichion, srednji del kopenskega obzidja, kjer jih je prečkala reka Lycus. Ta del je veljal za najšibkejšo točko obzidja in tu so se najbolj bali napada. Giustiniani je bil nameščen severno od cesarja, pri Charisianskih vratih (Myriandrion); pozneje med obleganjem so ga premestili v Mesoteichion, da bi se pridružil Konstantinu, Myriandrion pa je prepustil bratoma Bocchiardi. Girolamo Minotto in njegovi Benečani so bili nameščeni v palači Blaherne, skupaj s Teodorom Caristom, bratoma Langasco in nadškofom Leonardom iz Hiosa.
Levo od cesarja, južneje, sta bila poveljnika Cataneo, ki je vodil genovske čete, in Teofil Paleolog, ki je z grškimi vojaki varoval Pegajska vrata. Odsek kopenskega obzidja od Pegajskih vrat do Zlatih vrat (ki jih je varoval Genovan Manuel) je branil Benečan Filippo Contarini, medtem ko je Demetrij Kantakuzen zasedel položaj na skrajnem južnem delu Teodozijevega obzidja. Morsko obzidje je bilo varovano redkeje, z Jacobom Contarinijem v Stoudionu, začasno obrambno silo grških menihov na njegovi levi strani in princem Orhanom v pristanišču Eleutherios. Genovske in katalonske čete so bile nameščene v Veliki palači; Kardinal Izidor iz Kijeva je varoval konico polotoka v bližini buma. Morske zidove na južni obali Zlatega roga so branili beneški in genovski mornarji pod vodstvom Gabriela Trevižana.
Dve taktični rezervi sta ostali v mestu: ena v okrožju Petra tik za kopenskim obzidjem pod poveljstvom Lukasa Notarasa in ena blizu cerkve svetih apostolov pod poveljstvom Niceforja Paleologa. Ladjam v pristanišču je poveljeval Benečan Alviso Diedo. Čeprav so imeli Bizantinci tudi topove, je bilo orožje veliko manjše kot pri Osmanih. Odboj orožja je ponavadi poškodoval njihove lastne zidove. Po besedah Davida Nicolleja je ideja, da je bil Konstantinopel neizogibno obsojen na propad, napačna in situacija ni bila tako enostranska, kot bi si lahko mislili ob preprostem pogledu na zemljevid. Nekateri trdijo tudi, da je bil Konstantinopel v tistem času "najbolje branjeno mesto v Evropi". 

## Obleganje
Na začetku obleganja je Mehmed poslal nekaj svojih najboljših vojakov, da bi osvojili preostale bizantinske trdnjave zunaj mesta Konstantinopel. V nekaj dneh so zavzeli trdnjavo Therapia na Bosporju in manjši grad v vasi Studius blizu Marmarskega morja. Prinčeve otoke v Marmarskem morju je zavzela flota admirala Baltogluja. Mehmedovi masivni topovi so več tednov streljali na obzidje, toda zaradi svoje nenatančnosti in izredno počasnega streljanja so Bizantinci po vsakem strelu lahko popravili večino škode, s čimer so ublažili učinek osmanskega topništva.

Kljub nekaj manjšim napadom osmanska flota pod vodstvom Baltoghluja zaradi verige na vhodu ni mogla vstopiti v Zlati rog. Čeprav je bila ena od glavnih nalog flote preprečiti morebitnim tujim ladjam vstop v Zlati rog, je 20. aprila majhni flotili štirih krščanskih ladij po hudih bojih uspelo priti vanj, kar je okrepilo moralo branilcev in prizadelo sultanu sramoto. Baltoghlu je bil med spopadom najverjetneje poškodovan v oko. Mehmed je Baltogluju odvzel imetje in premoženje, ga izročil janičarjem in naročil 100 udarcev z bičem.
Mehmed je ukazal zgraditi cesto iz namaščenih hlodov čez Galato na severni strani Zlatega roga in 22. aprila potegnil svoje ladje čez hrib, neposredno v Zlati rog, mimo velike verige. To dejanje je resno ogrozilo pretok zalog z genovskih ladij iz uradno nevtralne kolonije Pera in demoraliziralo bizantinske branilce. V noči na 28. april so z lastnimi gorečimi ladjami poskušali uničiti osmanske ladje, ki so bile že v Zlatem rogu, vendar so Osmani prisilili kristjane, ki so utrpeli veliko število žrtev, k umiku. Štirideset Italijanov se je rešilo potapljajočih se ladij in priplavalo na severno obalo. Po Mehmedovem ukazu so jih pred očmi branilcev mesta, ki so gledali iz obzidja, nabili na kol. V maščevanje so branilci svoje osmanske ujetnike, ki jih je bilo skupaj 260, pripeljali pred obzidje, kjer so jih pred očmi Osmanov enega za drugim usmrtili. Zaradi neuspešnega napada na osmanske ladje so bili branilci prisiljeni razpršiti del svojih sil, da so branili morsko obzidje ob Zlatem rogu.
Osmanska vojska je izvedla več čelnih napadov na kopensko obzidje Konstantinopla, vendar neuspešno in s številnimi žrtvami. Beneški kirurg Niccolò Barbaro, ki je v svojem dnevniku opisal en tak kopenski napad janičarjev, je zapisal:{{blockquote|Opazili so Turke, ki so prihajali tik pod obzidje in iskali boj, zlasti janičarje; ... in ko sta bila eden ali dva od njih ubita, so takoj prišli novi Turki in odpeljali mrtve ... ne da bi se ozirali, kako blizu so prišli do mestnega obzidja. Naši so streljali nanje s puškami in samostreli ter merili na Turka, ki je odnašal svojega mrtvega rojaka, in oba sta padla mrtva na tla, potem pa so prišli drugi Turki in ju odpeljali, vendar se nobeden ni bal smrti. Pripravljeni so bili pustiti, da jih deset ubijejo, namesto da bi trpeli sramoto, da bi ob obzidju pustili eno samo turško truplo.Po teh neodločujočih napadih so od sredine maja do 25. maja Osmani poskušali prebiti obzidje z gradnjo predorov pod njim. Mnogi vojaški inženirji so bili rudarji srbskega porekla, poslani iz Novega Brda pod poveljstvom Zagan Paše. Nemški inženir Johannes Grant,  ki je prišel z genovsko skupino, je dal izkopati protirove, kar je bizantinskim četam omogočilo vstop v rove in pobijanje rudarjev. Bizantinci so prvi predor prestregli v noči na 16. maj. Naslednji predori so bili prekinjeni 21., 23. in 25. maja ter uničeni z grškim ognjem in ostrim bojem. 23. maja so Bizantinci ujeli in mučili dva turška častnika, ki sta razkrila lokacijo vseh turških predorov. Po tem so bili vsi predori uničeni.
21. maja je Mehmed poslal veleposlanika v Carigrad in ponudil umik obleganja, če mu predajo mesto. Obljubil je, da bo dovolil cesarju in drugim prebivalcem, da odidejo s svojim imetjem. Priznal bi cesarja za guvernerja Peloponeza. Nazadnje je obljubil varnost prebivalcev, ki bi se lahko odločili ostati v mestu. Konstantin XI. bi moral le privolil v plačevanje višjih davkov sultanu in priznal status vseh osvojenih gradov in zemljišč v rokah Turkov kot osmanske posesti. Cesar ni hotel zapustiti mesta brez boja:
O predaji mesta ne odločam jaz ali kdo drug izmed njegovih državljanov; kajti vsi smo sprejeli skupno odločitev, da umremo po lastni volji, ne ozirajoč se na svoja življenja.
Približno v tem času je imel Mehmed zadnji posvet s svojimi višjimi častniki. Naletel je na nekaj odpora; eden od njegovih vezirjev, veteran Halil paša, ki je vedno zavračal Mehmedove načrte za osvojitev mesta, ga je zdaj posvaril, naj opusti obleganje zaradi nedavnih neuspehov. Zagan paša je nasprotoval Halil paši in vztrajal pri takojšnjem napadu. Ker je verjel, da je bizantinska obramba že dovolj oslabljena, je Mehmed načrtoval premagati obzidje s golo silo in začel priprave na dokončno vsesplošno ofenzivo.

## Zadnji napad
Priprave na končni napad so se začele 26. maja zvečer in nadaljevale naslednji dan. Naslednjih 36 ur po odločitvi vojnega sveta so Osmani izvajali obsežno mobilizacijo za splošno ofenzivo. Vojaki so lahko počivali in molili 28. maja, preden se je začel zadnji napad. Na bizantinski strani je majhna beneška flota 12 ladij, potem ko je preiskala Egejsko morje, dosegla prestolnico 27. maja in poročala cesarju, da velika beneška flota ne bo prišla. 28. maja, ko se je otomanska vojska pripravljala na končni napad, so v mestu potekale množične verske procesije. Zvečer je v Hagiji Sofiji potekala slovesna zadnja večernica, ki se je je udeležil cesar s plemstvom in predstavniki latinske in grške cerkve. Še pred zadnjim napadom so Osmani iz svojih topov izstrelili 5000 strelov. 
Malo po polnoči v torek, 29. maja, se je začela ofenziva. Krščanske čete Osmanskega cesarstva so napadle prve, čemur so sledili zaporedni valovi azabov, ki so bili slabo izurjeni in opremljeni, ter anatolskih turkmenskih bejliških sil, ki so se osredotočile na del poškodovanega obzidja Blaherne v severozahodnem delu mesta. Ta del obzidja je bil zgrajen že prej, v 11. stoletju, in je bil veliko šibkejši od preostalega. Turkmenskim plačancem je uspelo prebiti ta del obzidja in vstopiti v mesto, vendar so jih branilci hitro potisnili nazaj. Nazadnje so obzidje napadli elitni Janičarji. Genovski general, odgovoren za branilce na kopnem, Giovanni Giustiniani, je bil med napadom hudo ranjen, njegova evakuacija z obzidja pa je povzročila paniko v vrstah branilcev.
Po umiku Giovannijevih genovskih čet v mesto in proti pristanišču, so Konstantin in njegovi možje, ki so bili zdaj prepuščeni sami sebi, še naprej držali položaj pred janičarji. Konstantinovi možje sčasoma niso mogli preprečiti Osmanom vstopa v mesto in branilci so bili preobremenjeni na več točkah vzdolž obzidja. Janičarji, ki jih je vodil Ulubatlı Hasan, so pritiskali naprej. Številni grški vojaki so zbežali domov, da bi zaščitili svoje družine, benečani so se umaknili na svoje ladje, nekaj genovanov pa je pobegnilo v Galato. Ostali so se predali ali naredili samomor tako, da so skočili z mestnega obzidja. Grške hiše, ki so bile najbližje obzidju, so prve trpele zaradi Osmanov. Glede usode Konstantina obstaja več nasprotujočih si zapisov, tako da je njegova usoda nejasna.  En pravi, da je Konstantin odvrgel svojo škrlatno cesarsko opravo in vodil zadnji napad proti prihajajočim Osmanom ter umrl na ulicah s svojimi vojaki. Benečan Nicolò Barbaro v svojem dnevniku trdi, da se je Konstantin obesil v trenutku, ko so Turki vdrli pri vratih San Romano.
Nekaj civilistov je uspelo pobegniti. Ko so se Benečani umaknili k svojim ladjam, so Osmani že zavzeli obzidje Zlatega roga. Na srečo za prebivalce mesta Osmani niso bili zainteresirani za ubijanje potencialno dragocenih sužnjev, temveč za plen, ki so ga lahko pridobili z napadi na mestne hiše, zato so se odločili, da napadejo mesto. Beneški kapitan je ukazal svojim možem, naj razbijejo vrata Zlatega roga. Ko so to storili, so Benečani odšli z ladjami, polnimi vojakov in beguncev. Kmalu po odhodu Benečanov jim je iz Zlatega roga sledilo nekaj genovskih ladij in celo cesarjeve ladje. Ta flota je komaj pobegnila pred osmansko mornarico, preden je ta prevzela nadzor nad Zlatim rogom, kar se je zgodilo do poldneva.
Vojska se je zbrala na Augusteumu, velikem trgu pred  cerkvijo Hagija Sofija, katere bronasta vrata je zapirala ogromna množica civilistov, ki so upali na božjo zaščito. Ko so Osmani vdrli skozi vrata, so čete ločile kongregacijo glede na to, kakšno ceno bi lahko prinesle na trgih s sužnji. 
Število Osmanskih žrtev ni znano, vendar večina zgodovinarjev meni, da je zaradi več neuspešnih osmanskih napadov med obleganjem in zadnjim napadom veliko. Benečan Barbaro je opazil, da teče v mestu kri »kot deževnica v žlebovih po nenadni nevihti« in da trupla Turkov in kristjanov lebdijo v morju »kot melone po kanalu«. 

## Grozodejstva
Po navedbah Enciklopedije Britannice je Mehmed II. »dovolil začetno obdobje plenjenja, ki je privedlo do uničenja številnih pravoslavnih cerkva«, vendar je poskušal preprečiti popolno oplenitev mesta. Plenjenje je bilo v nekaterih delih mesta izjemno temeljito. 2. junija je bilo mesto večinoma zapuščeno in napol v ruševinah; cerkve so bile oskrunjene in razgaljene, hiše niso bile več primerne za bivanje, trgovine so bile izpraznjene. Po poročilih naj bi  Mehmeda to ganilo do solz, rekel je: "Kakšno mesto smo prepustili plenjenju in uničenju."
Ropanje so v velikem obsegu izvajali mornarji in marinci, ki so vstopili v mesto prek drugih obzidij, preden so jih zatrle redne čete, ki so bile za glavnimi vrati. Po besedah Davida Nicolleja so osmanski osvajalci z običajnimi ljudmi ravnali bolje kot križarji z njihovimi predniki leta 1204, pri čemer navaja, da je med obleganjem umrlo le okoli 4000 Grkov, medtem ko je po poročilu beneškega senata umrlo 50 beneških plemičev in 500 drugih beneških civilistov. Veliko mestnega bogastva je bilo izropanega že leta 1204, Osmanom pa je ostal le manjši plen.

Drugi viri trdijo, da so otomanski napadalci plenili veliko bolj brutalno in uspešno. Leonardo iz Hiosa je o grozodejstvih, ki so sledila padcu Konstantinopla, povedal, da so osmanski zavojevalci izropali mesto, pomorili ali zasužnjili na desettisoče ljudi ter posiljevali nune, ženske in otroke:
V njihov tabor so odpeljali vse dragocenosti in drug plen ter kar šestdeset tisoč ujetih kristjanov. Križe, ki so bili postavljeni na strehe ali stene cerkva, so podrli in poteptali. Ženske so posiljevali, device razdevičili, mlade pa silili v sramotne nespodobnosti. Ostale nune, tudi tiste, pri katerih je bil njihov stan očiten, so bile osramočene s pokvarjenimi razvrati.
Osmanski zavojevalci so v treh dneh plenjenja ujeli otroke in jih odpeljali v svoje šotore. Obogateli so s plenjenjem cesarske palače in konstantinopelskih hiš. Osmanski uradnik Tursun Beg je zapisal:
Ko so vojaki popolnoma premagali sovražnika, so začeli pleniti mesto. Zasužnjili so fante in dekleta in odnesli srebrno in zlato posodje, drage kamne in vsakovrstno dragoceno blago ter tkanine iz cesarske palače in hiš bogatašev ... Vsak šotor je bil poln čednih fantov in lepih deklet.
Če se je kateri od državljanov Konstantinopla skušal upreti, so ga umorili. Po Niccolòju Barbaru so "Turki ves dan množično pobijali kristjane po mestu". Makarios Melissenos piše:
Takoj ko so bili Turki v mestu, so začeli grabiti in zasužnjevati vsakogar, ki jim je prišel naproti; vsi tisti, ki so se poskušali upreti, so bili pokončani. Marsikje se zemlje ni videlo, saj so jo prekrivali kupi trupel.
Ženske v Konstantinoplu so bile žrtve posilstva.  Po mnenju zgodovinarja Philipa Mansela je prišlo do obsežnega preganjanja civilnih prebivalcev mesta, ki je povzročilo na tisoče umorov in posilstev. Velika večina državljanov Konstantinopla (30.000–50.000) je bilo zasužnjenih.
»Prebivalce mesta so naredili za sužnje in ubili njihovega cesarja, gaziji pa so objeli njihova lepa dekleta,« potrjujejo osmanski kronisti.
Po besedah Nicolasa de Nicolaya so bili sužnji na mestni tržnici s sužnji razstavljeni goli, naprodaj so bila tudi mlada dekleta. Starejše begunce v Hagiji Sofiji so pobili, ženske pa posilili. George Sphrantzes pravi, da so bili v Hagiji Sofiji posiljeni ljudje obeh spolov. Po mnenju Stevena Runcimana je bila večina starejših, nemočnih, ranjenih in bolnih, ki so bili begunci v cerkvah, pobitih, ostali pa so bili uklenjeni in prodani v suženjstvo.
"Povsod je bila nesreča, vsakega se je dotaknila bolečina", ko je Mehmed vstopil v mesto. "V vsaki hiši je bilo objokovanje in jok, vpitje na križiščih in žalost v vseh cerkvah; ropanje, zasužnjevanje, ločitev in posiljevanje je spremljalo stokanje odraslih moških in vpitje žensk." Mehmed je vstopil v Hagijo Sofijo in se "čudil nad pogledom" na veliko baziliko. Ko je zagledal gazija, ki divje udarja po marmornih tleh, ga je vprašal, kaj počne. "To je za vero!" je rekel gazi. Mehmed ga je posekal s svojim mečem: "Bodi zadovoljen s plenom in ujetniki; zgradbe mesta pripadajo meni."
Med praznovanjem, "in kot je obljubil svojim vezirjem in drugim častnikom," je Mehmed dal "uboge meščane Konstantinopla" privleči predse in "ukazal, naj se mnoge izmed njih za zabavo razseka na koščke." 
Bizantinski zgodovinar Doukas trdi, da je sultan, medtem ko je bil pijan med svojo zmagovalno pojedino, ukazal velikemu vojvodi Loukasu Notarasu, naj mu podari svojega najmlajšega sina v njegovo veselje. Odgovoril je, da bi bilo "veliko bolje zame bi bilo, da umrem, kot da bi svojega lastnega otroka izročil njemu, da ga omadežuje." Ko je Mehmed to slišal, je bil besen in je ukazal usmrtiti Loukasa. Pred svojo smrtjo naj bi Notaras rekel, da je "tasti, ki je bil križan za nas, umrl in vstal"' in pozval svoje zgrožene sinove, naj zavrnejo Mehmedova približevanja in naj se ne bojijo posledic. Očetove besede so jih opogumile in »bili so pripravljeni umreti«. Tudi oni naj bi bili usmrčeni. Ameriški raziskovalec in profesor Walter G. Andrew pa dvomi o verodostojnosti te zgodbe, navaja podobnosti s prejšnjo zgodbo o svetem Pelagiju in navaja, da "verjetno Doukasova zgodba dolguje več svetemu Pelagiju in dolgi zgodovini poskusov prikazati muslimane kot moralno manjvredne od česar koli, kar se je dejansko zgodilo med osvojitvijo Konstantinopla/Istanbula."

## Posledice
Mehmed II. je svojim vojakom odobril tri dni za plenjenje mesta, kot jim je obljubil in v skladu s tedanjimi navadami.   Do poldneva so bile mestne ulice napolnjene s krvjo. Turki so ropali hiše, posiljevali in na kole natikali ženske in otroke, uničevali cerkve, trgali ikone iz okvirjev in knjige iz vezav. Od cesarske palače v Blahernah je ostalo samo obzidje; Najsvetejša ikona Bizanca, Hodegetrija, je bila razrezana na štiri dele in uničena. Najbolj pošastni dogodki so se zgodili v cerkvi Hagije Sofije. Tam je že potekalo jutranje bogoslužje, ko so župljani zaslišali približevanje pobesnelih osvajalcev. Ogromna bronasta vrata so se takoj zaloputnila, a kmalu so jih Turki razbili in vstopili v tempelj. Revnejše in manj privlačne župljane so nemudoma ubili, ostale pa odpeljali v turški tabor, kjer so čakali na odločitev o svoji usodi. Vojaki so se borili za posedovanje vojnega plena. Tretji dan po osvojitvi je Mehmed II. ukazal ustaviti vse ropanje in izdal razglas, da se lahko vsi kristjani, ki so se izognili ujetju ali so bili odkupljeni, vrnejo na svoje domove brez nadaljnjega nadlegovanja, čeprav mnogi niso imeli domov, kamor bi se vrnili, in še veliko več je bilo ujetnikov, ki niso bili odkupljeni. Bizantinski zgodovinar George Sphrantzes, očividec padca Konstantinopla, je opisal sultanova dejanja:
Tretji dan po padcu našega mesta je sultan proslavil svojo zmago z velikim in veselim zmagoslavjem. Izdal je razglas: državljani vseh starosti, ki se jim je uspelo skriti, naj zapustijo svoja skrivališča po vsem mestu in pridejo ven, saj bodo ostali svobodni brez vsakih vprašanj. Nadalje je razglasil obnovo hiš in posesti tistim, ki so naše mesto zapustili pred obleganjem. Če bi se vrnili domov, bi bili obravnavani glede na njihov položaj in vero, kot da se ni nič spremenilo.— George Sphrantzes
Mehmed je sam prevrnil in poteptal oltar Hagije Sofije. Nato je mujezinu ukazal, naj se povzpne na prižnico in pokliče k molitvi. Hagija Sofija je bila spremenjena v mošejo, vendar je grška pravoslavna cerkev smela nadaljevati svoj obstoj in Genadij Šolarij je bil imenovan za carigrajskega patriarha. Nekoč so mislili, da od tod izvira osmanski sistem Millet, vendar dananšnje zgodovinopisje to smatra za mit; v petnajstem stoletju takšen sistem ni obstajal.

Padec Konstantinopla je šokiral številne Evropejce, ki so to dojemali kot katastrofo za njihovo civilizacijo. Mnogi so se bali, da bo druga evropska krščanska kraljestva doletela enaka usoda kot Konstantinopel. Med humanisti in cerkveniki tiste dobe sta se pojavila dva možna odgovora: križarska vojna ali dialog. Papež Pij II. se je odločno zavzemal za novo križarsko vojno, medtem ko je Nemec Nikolaj Kuzanski podpiral začetek dialoga z Osmani.
V preteklosti smo dobili rane v Aziji in Afriki – v tujih državah. Tokrat pa smo napadeni v Evropi, na naši zemlji, v naši hiši. Protestirali boste, da so se Turki že zdavnaj preselili iz Azije v Grčijo, da so se Mongoli uveljavili v Evropi in da so Arabci zasedli dele Španije, ko so se prišli skozi Gibraltarsko ožino. Nikoli nismo izgubili mesta ali kraja, ki bi ga lahko primerjali s Konstantinoplom.— Papež Pij II.
Morejska (peloponeška) trdnjava Mistra, kjer sta vladala Konstantinova brata Tomaž in Demetrij, ki sta bila ves čas v medsebojnem sporu in sta vedela, da bo Mehmed sčasoma napadel tudi njiju, se je obdržala do leta 1460. Dolgo pred padcem Konstantinopla se je Demetrij boril za prestol s Tomažem, Konstantinom in njunima bratoma Ivanom in Teodorom. Tomaž je pobegnil v Rim, ko so Osmani vdrli v Morejo, medtem ko je Demetrij pričakoval, da bo vladal marionetni državi, vendar je bil namesto tega zaprt in tam ostal do konca svojega življenja. V Rimu je Tomaž in njegova družina do leta 1503 prejemal nekaj denarne podpore od papeža in drugih zahodnih vladarjev kot bizantinski cesar v izgnanstvu. Leta 1461 je neodvisna bizantinska država Trepezundsko cesarstvo padla v Mehmedove roke.
Konstantin XI. je umrl brez dediča. Če Konstantinopel ne bi padel, bi ga verjetno nasledili sinovi pokojnega starejšega brata, ki so bili po padcu Konstantinopla vzeti v službo Mehmedove palače. Najstarejši deček, ki so ga preimenovali v Murada, je postal Mehmedov osebni ljubljenec in je služil kot beglerbeg (generalni guverner) Rumelije (Balkana). Mlajši sin, preimenovan v Mesih Pašo, je postal admiral osmanske flote in Sancak beg (guverner) province Galipoli. Dvakrat je služil kot veliki vezir pod Mehmedovim sinom Bajezidom II.
Z zavzetjem Konstantinopla je Mehmed II pridobil bodočo prestolnico svojega kraljestva, ki je bilo zaradi let vojne v zatonu. Izguba mesta je bila hud udarec za krščanstvo in je krščanski zahod izpostavila močnemu in agresivnemu sovražniku na vzhodu. Krščanska ponovna osvojitev Konstantinopla je ostala cilj v Zahodni Evropi še vrsto let po njegovem padcu. Govorice o preživetju Konstantina XI. in kasnejši rešitvi s strani angela so mnoge privedle do upanja, da se bo mesto nekega dne vrnilo v krščanske roke. Papež Nikolaj V. je pozval k takojšnjemu protinapadu v obliki križarske vojne, vendar nobena evropska sila ni želela sodelovati in papež se je zatekel k pošiljanju majhne flote 10 ladij za obrambo mesta. Kratkotrajna križarska vojna se je takoj končala in ko je Zahodna Evropa vstopila v 16. stoletje, je bil to začetek konca dobe križarskih vojn.
Nekaj časa so grški učenjaki odhajali v italijanske mestne države. Kulturno izmenjavo je začel leta 1396 Coluccio Salutati, kancler Firenc, ki je povabil Manuela Hrizolorasa, da predava na Univerzi v Firencah. Številni Grki, kot sta John Argyropoulos in Constantine Lascaris, so pobegnili iz mesta in našli zatočišče na latinskem zahodu ter s seboj prinesli znanje in dokumente iz grško-rimske tradicije v Italijo in druge regije, kar je dodatno spodbudilo renesanso. Tisti Grki, ki so ostali v Konstantinoplu, so večinoma živeli v predelih mesta Phanar in Galata. Imenovali so se Fanarioti in iz njihovih vrst so prišli številni spretni svetovalci osmanskim vladarjem.
Odrezano glavo, za katero se je trdilo, da pripada bizantinskemu cesarju Konstantinu XI. Paleologu, so našli in jo predstavili Mehmedu ter jo pribili 

na steber. Ko je stal pred glavo, je sultan v svojem govoru rekel: 
Soborci, le to je manjkalo, da bi bila slava takšne zmage popolna. Zdaj, v tem srečnem in veselem trenutku, imamo bogastvo Grkov, osvojili smo njihov imperij in njihova vera je popolnoma ugasnila. Naši predniki so si tega močno želeli doseči; veselite se zdaj, saj nam je vaša hrabrost priborila to kraljestvo.
Novica o zmagi se je hitro razširila po islamskem svetu. V Egiptu so »razglasili dobre novice in okrasili Kairo«, da bi proslavili »to največjo osvojitev«. Šarif iz Meke je pisal Mehmedu in sultana imenoval "tisti, ki je pomagal islamu in muslimanom, sultan vseh kraljev in sultanov". Dejstvo, da je Konstantinopel, ki je bil dolgo »znan kot neukrotljiv v očeh vseh«, kot je dejal šarif iz Meke, padel in da se je prerokba preroka Mohameda uresničila, je šokiralo islamski svet in ga navdalo z velikim veseljem in navdušenjem.

### Tretji Rim
Bizanc je izraz, ki ga sodobni zgodovinarji uporabljajo za označevanje rimskega cesarstva po an koncu antike. V svojem času je cesarstvo vladalo iz Konstantinopla (ali »Novega Rima«, kot ga nekateri imenujejo, čeprav je bil to slavilen izraz, ki nikoli ni bil uradni naziv) in je bil preprosto obravnavan kot »Rimsko cesarstvo«. Padec Konstantinopla je povzročil, da so tekmovalne države trdile, da so dedič cesarstva. Ruske zahteve po bizantinski dediščini so bile v nasprotju z zahtevami Osmanskega cesarstva. Po Mehmedovem mnenju je bil on sam naslednik rimskega cesarja in se je razglasil za Kayser-i Rum, dobesedno "Cesar Rima".
Stefan Dušan, srbski car, in Ivan Aleksander, bolgarski car, sta se tudi imela za zakonita dediča rimskega cesarstva. Obstajali so tudi drugi potencialni kandidati, kot sta Beneška republika in Sveto rimsko cesarstvo.

## Zapuščina

### Legende
V Grčiji je veliko legend o padcu Konstantinopla. Rečeno je bilo, da je delni lunin mrk, ki se je zgodil 22. maja 1453, predstavljal izpolnitev prerokbe o propadu mesta.
Štiri dni kasneje je celotno mesto zakrila gosta megla, pojav, ki ga meseca maja v tem delu sveta niso poznali. Ko se je tistega večera megla dvignila, je bilo videti nenavadno svetlobo okoli kupole Hagije Sofije, kar so nekateri razlagali kot odhod Svetega Duha iz mesta. "To je očitno nakazovalo odhod Božanske Prisotnosti in njegovo zapuščanje mesta v popolni zapuščenosti, kajti Božanskost se skrije v oblaku in se pojavi ter spet izgine."
Za druge je še vedno obstajalo oddaljeno upanje, da so bile luči taborni ogenj čet Johna Hunyadija, ki so prišle razbremeniti mesto. Možno je, da so bili vsi ti pojavi lokalni učinki katastrofalnega skrivnostnega izbruha leta 1452/1453, ki se je zgodil v času obleganja. Videni "ogenj" je morda optična prevara zaradi odseva intenzivno rdečega somračnega sija v oblakih vulkanskega pepela visoko v ozračju.
Druga legenda pravi, da sta dva duhovnika, ki sta opravljala bogoslužje nad množico, izginila v obzidje katedrale, ko so vanjo vstopili prvi turški vojaki. Po legendi naj bi se duhovniki ponovno pojavili na dan, ko se Konstantinopel vrne v krščanske roke. Druga legenda se nanaša na marmornega cesarja (Konstantina XI.), ki trdi, da je angel rešil cesarja, ko so Osmani vstopili v mesto, ga spremenil v marmor in ga postavil v jamo pod zemljo blizu Zlatih vrat, kjer čaka, da ponovno oživi (različica legende o spečem junaku). Vendar pa so se številni miti, ki obkrožajo Konstantinovo izginotje, razvili pozneje in le malo dokazov je mogoče najti v njihovo podporo celo v prijaznih primarnih poročilih o obleganju.

### Kulturni vpliv
Guillaume Dufay je zložil več pesmi, ki so objokovale padec vzhodne cerkve, burgundski vojvoda Filip Dobri pa je prisegel, da se bo oborožil proti Turkom. Ker je naraščajoča Osmanska moč sovpadala s reformacijo in kasnejšo protireformacijo, je ponovno zavzetje Konstantinopla predstavljalo vedno bolj oddaljene sanje. Celo Francija, ki je bila nekoč goreča udeleženka križarskih vojn, je postala zaveznica Osmanov.
Kljub temu so še naprej nastajale upodobitve krščanskih koalicij, ki zavzamejo mesto, in vstajenja pokojnega cesarja Leva Modrega.
29. maj 1453, dan padca Konstantinopla, je bil torek in od takrat Grki na splošno štejejo torek za nesrečen dan.

### Vpliv na renesanso
Migracijski valovi bizantinskih učenjakov in emigrantov v obdobju po plenjenju Konstantinopla in padcu Konstantinopla leta 1453 so po mnenju mnogih učenjakov ključni za oživitev grških in rimskih študij, ki so pripeljale do razvoja renesančnega humanizma in znanosti. Ti izseljenci so bili slovničarji, humanisti, pesniki, pisatelji, tiskarji, predavatelji, glasbeniki, astronomi, arhitekti, akademiki, umetniki, pisarji, filozofi, znanstveniki, politiki in teologi. V zahodno Evropo so prinesli veliko ohranjenega in nabranega znanja bizantinske civilizacije. Enciklopedija Britannica pravi: »Številni sodobni učenjaki se tudi strinjajo, da je eksodus Grkov v Italijo kot posledica tega dogodka zaznamoval konec srednjega veka in začetek renesanse«.

### Preimenovanje mesta
Osmani so uporabili arabsko prečrkovanje imena mesta "Qosṭanṭīniyye" (القسطنطينية) ali "Kostantiniyye", kot je razvidno iz številnih osmanskih dokumentov. Islambol (اسلامبول</link> , Poln islama) ali Islambul (najdi islam) ali Islam(b)ol (stara turščina: bodi islam), oboje v turščini, so bile ljudsko-etimološke prilagoditve Istanbula, ustvarjene po osmanski osvojitvi leta 1453, da bi izrazile novo vlogo mesta kot glavno mesto islamskega Otomanskega cesarstva. Prvič je izpričana kmalu po osvojitvi, njen izum pa so nekateri sodobni pisci pripisali samemu Mehmedu II.
Ime Istanbul naj bi izhajalo iz grškega izraza īs tīmbolī(n) (grško εἰς τὴν πόλιν, prečrkovano eis tēn pólin, "v mesto"), in nekateri trdijo, da se je ime že pred osvojitvijo razširilo med turškim prebivalstvom Osmanskega cesarstva. Istanbul je postal uradno ime mesta šele leta 1930 z spremembo turškega poštnega zakona.

## Primarni viri
Za padec Konstantinopla Marios Philippides in Walter Hanak navajata 15 poročil očividcev (13 krščanskih in 2 turška) in 20 poročevalcev iz tistega časa, ki niso bili očividci (13 italijanskih).

### Očividci
1. Mehmed Şems el-Mille ve'd Din, sufijski sveti mož, ki je napisal poročilo v pismu
2. Tursun Beg je napisal zgodovino z naslovom Tarih-i Abu'l Fath
3. George Sphrantzes, edini grški očividec, ki je pisal o dogodku, vendar njegovemu lakoničnemu opisu skorajda manjka pripoved
4. Leonardo s Hiosa je napisal poročilo papežu Nikolaju V
5. Nicolò Barbaro, zdravnik na beneški galeji, ki je pisal dnevnik
6. Angelino Giovanni Lomellini, beneški podesta iz Pere, ki je napisal poročilo z dne 24. junija 1453
7. Jacopo Tetaldi, florentinski trgovec
8. Izidor iz Kijeva, pravoslavni prelat, ki je napisal osem pisem Italiji
9. Benvenuto, ankonitanski konzul v Carigradu
10. Ubertino Puscolo, italijanski pesnik, ki se je v mestu učil grščine, je napisal epsko pesnitev
11. Eparkhos in Diplovatatzes, dva begunca, katerih poročili so bili zaradi številnih prevodov popačeni
12. Nestor Iskander, mladostni očividec, ki je napisal slovansko poročilo
13. Samile Vladik, škof, ki je tako kot Eparkos in Diplovatatzes kot begunec pobegnil na Vlaško
14. Konstantin Mihailović, Srb, ki se je boril na osmanski strani
15. Poročilo nekaterih frančiškanskih vojnih ujetnikov, ki so pozneje prišli v Bologno

### Ostali
1. Doukas, bizantinski grški zgodovinar, eden najpomembnejših virov za zadnja desetletja in končni padec Bizantinskega cesarstva pod Osmane
2. Laonik Halkokondil, bizantinski grški zgodovinar
3. Michael Kritoboulos, bizantinski grški zgodovinar
4. Makarios Melissourgos, zgodovinar iz 16. stoletja, ki je dopolnil poročilo Sphrantzesa, ni zelo zanesljiv
5. Paolo Dotti, beneški uradnik na Kreti, katerega poročilo temelji na ustnih virih
6. Fra Girolamovo pismo s Krete Domenicu Capranici
7. Lauro Quirini, je s Krete na podlagi ustnih poročil napisal poročilo papežu Nikolaju V
8. Enej Silvij Piccolomini (papež Pij II.), je napisal poročilo na podlagi pisnih virov
9. Henrik iz Soemmerna je napisal pismo z dne 11. septembra 1453, v katerem navaja svoje vire informacij.
10. Niccola della Tuccia, čigar Cronaca di Viterbo, napisana jeseni 1453, vsebuje edinstvene podatke
11. Niccolò Tignosi da Foligno, Expugnatio Constantinopolitana, del pisma prijatelju
12. Filippo iz Riminija, Excidium Constantinopolitanae urbis quae quondam Bizantium ferebatur
13. Antonio Ivani da Sarzana, Expugnatio Constantinopolitana, del pisma vojvodi Urbinu
14. Nikolaos Sekoundinos, prebral poročilo pred beneškim senatom, papežem in neapeljskim dvorom
15. Giacomo Languschi, čigar poročilo je vgrajeno v beneško kroniko Zorzija Dolfina, je imel dostop do očividcev.
16. John Moskhos je napisal pesem v čast Loukasu Notarasu
17. Adamo di Montaldo, De Constantinopolitano excidio ad nobilissimum iuvenem Melladucam Cicadam, ki vsebuje edinstvene informacije
18. Ashikpashazade je vključil poglavje o osvajanju v svoj Tarih-i al-i Osman
19. Neshri je v svojo univerzalno zgodovino vključil poglavje o osvajanju
20. Evliya Çelebi, popotnik iz 17. stoletja, ki je zbiral krajevna izročila o osvajanju